# Mörsdorf (Turyngia)
Mörsdorf – miejscowość i gmina w Niemczech, w kraju związkowym Turyngia, w powiecie Saale-Holzland, wchodzi w skład wspólnoty administracyjnej Hermsdorf.